# Johann Jakob von Hennemann

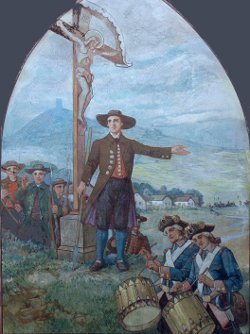
Hennemann und seine Truppe, Wandgemälde in der Gellertkirche (Vršac) aus dem 19. Jahrhundert

Johann Jakob von Hennemann (* 12. April 1745; † 16. November 1792) war ein banater Volksheld.

## Leben und Werk
Im Russisch-Österreichischen Türkenkrieg veranlassten Epidemien, die in der sommerlichen Hitze auf der Balkanhalbinsel ausgebrochen waren, den Habsburger Kaiser Joseph II. des Heiligen Römischen Reiches zum Rückzug seines Heeres durch das Banat. Die Osmanen folgten den zurückziehenden Truppen, wobei sie donauschwäbische Siedlungen plünderten und brandschatzten. In einigen dieser Orte hatten auch „die Kaiserlichen“ bereits mögliche Unterkünfte und Lebensmittelgrundlagen für die Osmanen präventiv zerstört. Ringsum die Ortschaft Werschetz im südlichen Teil des Banats (heute Vršac in Serbien) waren so im Laufe der Monate August und September 1788 zahlreiche Dörfer und Städte eingeäschert worden, Werschetz war jedoch noch unversehrt geblieben.
Der dort ansässige Huf- und Wagenschmied Johann Jakob Hennemann hatte beim Kaiser während dessen Aufenthalts im benachbarten Weißkirchen noch durchsetzen können, dass Werschetz mit Gewehren und Munition ausgestattet wurde. Die vorwiegend aus Deutschen und Serben bestehende Bevölkerung Werschetz' wurde jedoch wie die der umliegenden Orte von Panik erfasst, sodass der aus 1500 Häusern bestehende Marktflecken Ende September nahezu menschenleer war. Gegen den Befehle des Kommandanten der Banater Militärgrenze blieben 75 Männer (70 Deutsche und fünf Serben) unter der Führung Hennemanns zurück, die den 30.000 bis 40.000 anrückenden osmanischen Soldaten natürlich nicht gewachsen waren. Als Hennemann durch Kundschafter von der Annäherung der Truppen erfuhr, ließ er seine Leute mit Pfeifen, Trompeten und Lärmschlagen die Straßen in Werschetz auf und ab marschieren und mitunter Kommandorufe ausstoßen, um so ein großes kaiserliches Heerlager vorzutäuschen. Auf diese Weise konnten sie die Osmanen 21 Tage von dem Ort fernhalten und damit vor der Zerstörung bewahren.
In der Folge stellte ihm der dankbare Gemeinderat der Werschetzer Deutschen am 20. August 1791 ein „Wohlverdienstes Zeugnis“ aus, das im „Nahmen der ganzen Deutsch Werschezer Gemeinde“ [sic] von 28 Bürgern unterschrieben wurde. Die 28 Mitglieder des Werschetzer raizischen (serbischen) Gemeinderates stimmten ein. Die 75 Verteidiger erhielten eine lebenslange Befreiung von der Kopfsteuer. Johann Jakob Hennemann verstarb vor seiner Erhebung in den ungarischen Adelsstand, jedoch kam die Ehrung seiner Witwe und seinen drei Söhnen durch die Überreichung des Adelsbriefes am 9. April 1794 zugute. Die Familie erhielt zudem 80 Joch sogenannter „Überlandfelder“. Johann Jakob Hennemann ohne „von“ ist als Namen daher zutreffender.
Während der deutschen Besetzung nach dem Balkanfeldzug (1941) im Zweiten Weltkrieg nannte der Volksdeutsche Rat die Stadt Vršac in Hennemannstadt um.